# Sébastien Lepape
Sébastien Lepape (ur. 4 lipca 1991 w Montivilliers) – francuski łyżwiarz szybki, specjalizujący się w short tracku, mistrz świata, uczestnik zimowych igrzysk olimpijskich.